# Zamarada similis
Zamarada similis är en fjärilsart som beskrevs av Fletcher 1974. Zamarada similis ingår i släktet Zamarada och familjen mätare. Inga underarter finns listade i Catalogue of Life.